# Oh Min-suk
Oh Min-suk (en hangul, 오민석; Seúl, 22 de abril de 1980) es un actor surcoreano. 

## Carrera
Está afiliado a la agencia "J-Wide Company".
En septiembre del 2019 se unió al elenco de la serie Beautiful Love, Wonderful Life (también conocida como "Love is Beautiful, Life is Wonderful") donde dio vida a Do Jin-woo, el adinerado CEO de una gran compañía y el esposo de Kim Seol-ah (Jo Yoon-hee), hasta el final de la serie en marzo del 2020.
En abril de 2022 se unirá al elenco principal de la serie It's Beautiful Now donde dará vida a Lee Yoon-jae, el hermano mayor de los hermanos Lee.

## Filmografía

### Series de televisión
| Año             | Título                                    | Rol                     | Canal        | Notas                |
| --------------- | ----------------------------------------- | ----------------------- | ------------ | -------------------- |
| 2006            | I'll Go with You                          | Kwang Su                | SBS          |                      |
| 2006            | Love and Hate                             |                         | SBS          |                      |
| 2007            | Thirty Thousand Miles in Search of My Son | Kang Seung Ho           | SBS          |                      |
| 2008            | My Precious You                           | Profesor de Baek Jae Ra | KBS 2TV      |                      |
| 2009            | Joseon Mystery Detective Jeong Yak Yong   |                         | OCN          |                      |
| 2010            | Chosun Police Season 3                    | Cha Geun Oh             | MBC Dramanet |                      |
| 2011            | Pit-a-pat, My Love                        | Jung Do Hyung           | KBS 2TV      |                      |
| 2011            | Special Affairs Team TEN                  | Kim Sun Woo             | OCN          | (cameo, episodio 4)  |
| 2012            | I Do, I Do                                | Jake Han                | MBC          |                      |
| 2012            | One Thousandth Man                        |                         | MBC          | (aparición especial) |
| 2012            | Ugly Cake                                 | Oh Tae Soo              | MBC          | [ 5 ]                |
| 2013            | Nine: Nine Time Travels                   | Kang Seo Joon           | tvN          |                      |
| 2014            | Cheo Yong                                 | Kang Han Tae            | OCN          | (cameo, episodio 10) |
| 2014            | God´s Gift 14 days                        |                         | SBS          | (cameo)              |
| 2014            | Gunman in Joseon                          | Min Young Ik            | KBS 2TV      |                      |
| 2014            | Misaeng                                   | Kang Hae Joon           | tvN          | [ 6 ]                |
| 2015            | Kill Me, Heal Me                          | Cha Ki Joon             | MBC          |                      |
| 2015            | All About My Mom                          | Lee Hyung Kyu           | KBS 2TV      | [ 7 ]                |
| 2018            | Queen of Mystery 2                        | Det. Gye Seong-woo      | KBS 2TV      | [ 8 ]                |
| 2019 - 2020     | Beautiful Love, Wonderful Life            | Do Jin-woo              | KBS 2TV      |                      |
| 2020 - 2021     | If You Cheat, You Die                     | Ma Dong-kyun            | KBS2         | [ 9 ]                |
| 2022 - presente | The King of Pigs                          | -                       |              | [ 10 ]               |
| 2022 - presente | It's Beautiful Now                        | Lee Yun-jae             | KBS2         | [ 11 ]               |

### Películas
| Año  | Título                                   | Rol            |
| ---- | ---------------------------------------- | -------------- |
| 2006 | Cruel Winter Blues                       |                |
| 2009 | Hello My Love                            | Yoo Won Jae    |
| 2011 | Sector 7                                 | Yoon Hyeon Woo |
| 2013 | Do You Hear She Sings?                   | Kyung Ho       |
| 2014 | Virgin Theory: 7 Steps to Get On the Top | Kang Gi Tae    |
| 2015 | Love Clinic                              | Cameo          |
| 2016 | A Letter from Prison                     |                |
| 2016 | Road Kill                                | Min Cheol      |

### Programa de variedades
| Año  | Título                       | Canal | Nota                                 |
| ---- | ---------------------------- | ----- | ------------------------------------ |
| 2017 | King of Mask Singer          | MBC   | participó como "Einstein", (Ep. 123) |
| 2015 | We Got Married (temporada 4) | MBC   | esposo virtual de Kang Ye Won        |

### Aparición en videos musicales
| Año  | Canción                            | Artista                   |
| ---- | ---------------------------------- | ------------------------- |
| 2007 | «Let's Stop»                       | Jung Jae Wook             |
| 2009 | «8282»                             | Davichi                   |
| 2015 | «If the World Was a Perfect Place» | Verbal Jint (ft. Taeyeon) |
| 2015 | «I Can't Forget You»               | The Nuts                  |

## Premios y nominaciones
| Año  | Premio                  | Categoría                             | Trabajo Nominado               | Resultado |
| ---- | ----------------------- | ------------------------------------- | ------------------------------ | --------- |
| 2020 | SBS Entertainment Award | Rookie Award                          | My Ugly Duckling               | Ganó      |
| 2019 | KBS Drama Award         | Excellence Award in Long Drama (Male) | Beautiful Love, Wonderful Life | Ganó      |
| 2015 | 4th APAN Star Awards    | Mejor Vestuario Masculino             | Él mismo                       | Ganó      |